# Azio I
Azio (inizi del XIII secolo – prima del 1262) è stato un vescovo cattolico italiano.

## Biografia
Azio fu nominato vescovo di Grosseto il 30 aprile 1240 da papa Gregorio IX. Come riportato in un'epistola del pontefice diretta all'arcidiocesi di Pisa, Azio ricevette la consacrazione episcopale dall'arcivescovo Vitale.
È ricordato per avere concesso privilegi particolari alla pieve di Bagnolo.
Secondo l'Ughelli, e riportato anche da Gams, il vescovo Azio governò la diocesi fino al 1252. Il suo successore, Ugo di Ugurgeri, è documentato a partire dal 1262.